# Death Takes a Holiday
Death Takes a Holiday est une comédie musicale de 2011 créée par Maury Yeston, sur un livret de Peter Stone et Thomas Meehan. La trame s'inspire librement de la pièce La morte in vacanza d'Alberto Casella.

## Synopsis
1921, près de Venise.
Le Duc Vittorio Lamberti et sa famille viennent de fêter les fiançailles de leur fille Grazia avec Corrado Montelli. Alors qu'ils regagnent leur villa en voiture, une mystérieuse silhouette bloque la route et le véhicule dérape. Grazia est éjectée de la voiture mais ressort miraculeusement indemne de l'accident.
Tard dans la nuit, alors que Grazia s'interroge sur le sens de son existence et son mariage à venir, la Mort, inspirée par la beauté de la jeune femme, apparaît dans le jardin des Lamberti. Elle se rend auprès de Vittorio et se présente à lui sous l'apparence de son ami, le Prince Nikolaï Sirki. Ce dernier vient de se suicider, permettant à la Mort d'occuper son enveloppe charnelle.
Le temps d'un week-end, la Faucheuse décide de conserver ce corps. Elle espère ainsi comprendre les émotions humaines et pourquoi la mort est si redoutée...

## Personnages et distribution originale
- La Mort / le Prince Nikolai Sirki : Julian Ovenden puis Kevin Earley
- Grazia Lamberti : Jill Paice
- Duc Vittorio Lamberti : Michael Siberry
- Alice Lamberti : Mara Davi
- Major Eric Fenton : Matt Cavenaugh
- Comtesse Evangelina Di San Danielli : Linda Balgord
- Corrado Montelli : Max von Essen
- Cora : Joy Hermalyn
- Lorenzo : Jay Jaski
- Docteur Dario Albione : Simon Jones
- Duchesse Stephanie Lamberti : Rebecca Luker
- Sophia : Patricia Noonan
- Daisy Fenton : Alexandra Socha
- Fidele : Don Stephenson

## Chansons

### Acte I
1. In the Middle of Your Life – La famille Lamberti
2. Nothing Happened – La famille Lamberti
3. How Will I Know? – Grazia
4. Centuries – La Mort
5. Why Do All Men? – La Mort et Vittorio
6. Death is in the House – Fidele et Vittorio
7. Alive! – Sirki, Fidele et Sophia
8. Life's a Joy – Docteur Albione, Grazia, Sirki et l'ensemble
9. Who is This Man? – Grazia
10. Life's a Joy (Reprise) – Cora, Sophia, Lorenzo et Fidele
11. Shimmy Like They Do In Paree – Alice et Sirki
12. Roberto's Eyes – Major Fenton
13. Alone Here With You – Grazia et Sirki

### Acte II
1. Something Happened – L'ensemble
2. Losing Roberto – Stephanie
3. What Do You Do – Daisy et Corrado
4. More and More – Sirki et Grazia
5. Finally to Know – Grazia, Daisy et Alice
6. I Thought That I Could Live – La Mort
7. December Time – Comtesse Danielli et Docteur Albione
8. Pavane – Stephanie, Vittorio et l'ensemble
9. Finale – Grazia et la Mort

## Production

### Genèse(1998 - 2010)
En 1998, tout juste auréolés de leur succès sur Titanic, Maury Yeston et Peter Stone commencent à travailler sur un nouveau projet. Contrairement à Titanic, revendiqué comme un spectacle à grande échelle, le tandem souhaite créer une œuvre plus intimiste.

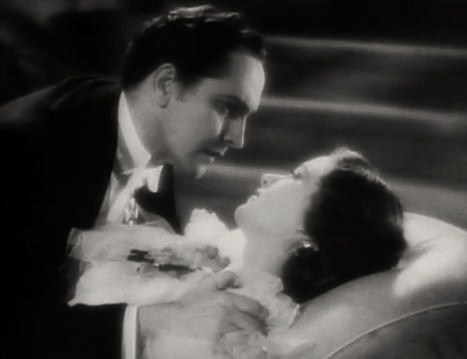
Fredric March et Evelyn Venable dans l'adaptation cinématographique La mort prend des vacances.

La pièce La morte in vacanza d'Alberto Casella leur semble être le support idéal : selon eux, cette histoire célèbre les sentiments amoureux avec joie et humour, ses thématiques sont à la fois universelles et émouvantes. Très connue, la pièce a déjà été portée deux fois au cinéma avec La mort prend des vacances (1934) et Rencontre avec Joe Black (1998) ; cette récente adaptation cinématographique a renforcé sa popularité auprès du public américain. De l'aveu de Yeston : « Il semblait que la pièce me hurlait d'être chantée ».
Le compositeur rappelle que Casella a écrit son œuvre dans un contexte tragique : La morte in vacanza est une « réponse aux massacres accablants de la Première Guerre mondiale et à la pandémie qui a suivi. [...] [La Mort] rassemble les âmes. Épuisée par l'ampleur récente des tueries, [elle] décide qu'elle a besoin de comprendre pourquoi les gens s'accrochent tant à la vie, pourquoi est-ce si important ? [...] [Elle prend] quelques jours de congés puis elle tombe amoureuse et découvre que ce qui rend la vie si précieuse, c'est qu'elle n'est pas sans fin ».
L'intrigue se déroule dans le nord de l'Italie durant les Années folles, où Yeston a vécu durant un certain temps. Il puise alors dans son expérience personnelle pour apporter de l’authenticité à son projet.
En outre, le compositeur incorpore du jazz, du shimmy et d'autres styles des années 20-30 à ses partitions ; il souhaite ainsi apposer « une sensibilité moderne dans cette partition au parfum d'époque ».
Après la mort de Peter Stone, en 2003, Thomas Meehan reprend l'écriture du livret. 

### Échec de la production originale en off-Broadway(2011)
Death Takes a Holiday débute au Laura Pels Theatre, en off-Broadway. Le spectacle ne parvient pas à susciter l'intérêt du public et n'est programmé que très brièvement durant l'été 2011.
Les critiques, en revanche, sont élogieuses. Richard Zoglin du Time classe la comédie musicale dans son top 10 des meilleurs spectacles de l'année et, face à sa déprogrammation brutale, souligne : « La Mort méritait de vivre ». Selon Bill Kacer (Cross Theatre), « Yeston fusionne brillamment ce sujet avec ses mélodies enivrantes pour offrir la catharsis dont les spectateurs ont besoin – ce chef-d'œuvre musical incarne l'humanité ». Michael Arditti (Sunday Express) est tout aussi enthousiaste : « Le génie qui préside à cette adaptation musicale est le compositeur et parolier Maury Yeston, dont les partitions luxuriantes, dignes d'une opérette, font de lui l'héritier de Jerome Kern parmi les auteurs actuels de Broadway ».
Death Takes a Holiday est nommé pour onze Drama Desk Awards mais n'en remporte aucun.

### Production britannique(2017)
Death Takes a Holiday connaît une nouvelle production en off-West End en 2017. La comédie musicale est jouée au Charing Cross Theatre, avec Chris Peluso (La Mort / le Prince Nikolai Sirki) et Zoë Doano (Grazia Lamberti) en têtes d'affiche.

### Production japonaise(2024)
En 2024, Death Takes a Holiday est joué au Japon. Le spectacle est adapté et dirigé par Yamato Ikuta, metteur en scène pour la Revue Takarazuka. Le casting comprend notamment Nozomu Kotaki (La Mort / le Prince Nikolai Sirki), Miyakawa Hiroshi (Duc Vittorio Lamberti), Keisuke Higashi (Major Eric Fenton) et Taiki Naitō (Corrado Montelli) ; le rôle féminin principal de Grazia Lamberti est campé en alternance par Rio Yamashita et Sakura Misono.